# DR-Baureihe V 36.48
Die Fahrzeuge der Baureihe V 36.48 (auch V 36 K) waren Schmalspurdiesellokomotiven der Deutschen Reichsbahn. Die zweimotorigen Lokomotiven für 750 mm Spurweite sollten auf den sächsischen Schmalspurbahnen die Dampflokomotiven, insbesondere die überalterten sächs. IV K, ablösen, es war aber auch ein Einsatz in anderen Reichsbahndirektionen vorgesehen.

## Geschichte
Mitte der 1950er Jahre begannen erste Planungen, den Dampfbetrieb auf den Schmalspurstrecken der DR durch Diesellokomotiven abzulösen. Für die Entwicklung der Lokomotiven bestand ein weitgespanntes  Leistungsprogramm, das die geplanten etwa 45 Lokomotiven erfüllen sollten. So stand in den Anforderungen für die Universallokomotive für Personen-, Güter- und Rangierdienst unter anderem eine Förderung von Zugmassen bis 250 t in der Waagerechten bei 30 km/h und 100 t bei 35 ‰ Steigung mit 10 km/h, kleinster befahrbarer Bogenhalbmesser von 50 m. Heizung und Beleuchtung für Reisezugwagen und Einsatz von Bauteilen aus normalspurigen Fahrzeugen. Die Entwicklung der Lokomotive begann der Lokomotivbau Karl Marx Babelsberg 1956.
Die Baumusterlokomotiven V 36 4801 und V 36 4802 wurden 1960 bzw. 1961 fertiggestellt. Da die Radsatzfahrmasse von 9,2 t über dem für die Serienfahrzeuge geforderten Limit von 7,5 t lag, konnten die Probefahrten nicht auf allen Strecken erfolgen. Zuerst erfolgten Testfahrten im Wilsdruffer Netz. Die erreichte Zugkraft erfüllte die Erwartungen. Da jedoch die Radsatzfahrmasse zu hoch war, war ein Einsatz auf allen sächsischen Strecken unmöglich. Außerdem offenbarten die beiden Lokomotiven noch zahlreiche „Kinderkrankheiten“. Die Zugänglichkeit der Aggregate war schlecht gelöst und aufgrund unzureichender Schalldämmung gab es im Führerstand und außerhalb der Lokomotiven hohe Schallpegel. 
Nach Abschluss der Erprobung im Herbst 1962 wurden die Lokomotiven abgestellt. Die V 36 4802 hatte bis dahin eine Gesamtlaufleistung von etwa 500 km erreicht. Weiterverwendbare Bauteile und Aggregate wurden ausgebaut und fanden eine Weiterverwendung. Bis zur endgültigen Verschrottung standen die Lokomotiven in Bertsdorf. Ein Rest der V 36 4801 kam 1965 noch nach Meißen Triebischtal.

## Technische Merkmale
Das Fahrzeug verfügte über zwei kurzgekuppelte Triebgestelle mit jeweils einem Motor, das Führerhaus lag in der Mitte. 
Dem Strömungsgetriebe folgte das Wendegetriebe, von da aus wurde die Blindwelle angetrieben, die mit Kuppelstangen mit den beiden Achsen des Triebgestells verbunden war.